# Villers-le-Sec, Aisne
Villers-le-Sec là một xã ở tỉnh Allier, vùng Hauts-de-France thuộc miền bắc nước Pháp.